# Taimi
 (novembre 2019).
Taimi (teɪmi) est un réseau social et de rencontre destiné à toute la communauté LGBT. 
Le réseau fait correspondre les utilisateurs en ligne en fonction de leurs préférences et de leur localisation. Taimi fonctionne sur iOS et Android. 
L'application mobile dispose d'une version de base gratuite et d'une version premium avec abonnement. Taimi a commencé comme application de rencontre en ligne gay pour hommes. Cependant par le passé, la compagnie a annoncé à plusieurs reprises ses projets de version incluant toute la communauté LGBTQI+.
Taimi est disponible dans 14 pays, dont les États-Unis, l'Australie, Singapour et le Brésil.

## Historique
Taimi a été lancé en 2017 par Social Impact Inc. à Las Vegas. Selon plusieurs publications, c'est là qu'un groupe de développeurs, dont le fondateur de Taimi, Alex Pasykov, a donné un nom à leur application de rencontre « Tame Me », qui est progressivement devenue Taimi. 
Bien que Taimi fut fondée aux États-Unis, l'application a commencé à particulièrement gagner en popularité dans l'Union européenne. Le 31 octobre 2018, Taimi a annoncé son lancement au Royaume-Uni. 
Le 20 juillet 2019, Taimi a été lancé aux Pays-Bas, en Espagne et les pays hispanophones d'Amérique centrale et d'Amérique du Sud ont quant à eux suivi le lancement aux Pays-Bas. 

## Responsabilité sociale
Le fondateur de Taimi et son équipe ont affirmé leur désir de lutter contre l'homophobie parrainée par l'État à travers le monde entier. Selon Alex Pasykov, Taimi envisage de s'associer à plusieurs ONG pour continuer son combat contre l'homophobie. 
Certaines études ont mentionné que Taimi est l'une des applications de rencontres les plus sûres pour la communauté LGBTQI +. Récemment, Taimi s'est associée à l'ONUSIDA et à la Fondation LGBT pour soutenir une enquête inédite sur les LGBTI. 
La société est partenaire de plusieurs défilés et Marches des Fiertés comme la Los Angeles Pride, la New York City Pride et la Las Vegas Pride. Taimi s'est également associée au projet Trevor pour soutenir les droits des personnes LGBTQI +. 

## Opération

### Fonctionnalités
Taimi revendique être "l'application de rencontres gay la plus sûre",. Les fonctions de sécurité de Taimi incluent la modération manuelle de chaque profil utilisateur, un statut vérifié et l'authentification à deux facteurs,. 
L'application offre également la possibilité à chaque utilisateur d'intégrer son profil Facebook ainsi que son compte Snapchat. Taimi propose également à tous un fil d'actualité ainsi que des appels vidéo et des stories. 
Taimi XL est la version Premium payante de Taimi. Elle fut l'objet de controverses, plusieurs utilisateurs se plaignant du montant élevé des frais. La version payante permet aux utilisateurs de cacher leur identité, d'envoyer un nombre illimité de demandes de discussions et de retours. 

## Accueil
L'abonnement payant est l'un des problèmes majeurs de l'application. De nombreux utilisateurs ont appelé pour réduire le coût de Taimi XL voire de l'éliminer complètement. Taimi refuse d'éliminer cette fonctionnalité et déclare que la version de base de l'application est quant à elle gratuite. Globalement, la réponse à l'application est positive. Cependant, la plupart des critiques choisissent de se concentrer sur l'aspect du service de rencontres plutôt que sur le côté réseau social.

## Controverse
En 2018, l'application a reçu une réponse négative de la part des militants LGBTQI + après qu'un article publié et partagé par plusieurs autres médias s'est concentré sur un filtre permettant aux utilisateurs de Taimi de se bloquer en fonction de leur statut VIH. Taimi a rapidement retiré ce filtre et cette option n'est désormais plus disponible. 